# 横山佳和
横山 佳和（よこやま よしかず、1988年3月22日 - ）は、日本のプロレスラー。

## 経歴
- 2010年2月28日、練習生を2年続け、大阪府立体育会館の斎藤譲戦でデビュー。
- 2010年12月25日の『あいのり2』放送分より、ニックネーム「ゴリラー」としてメンバーに加わった。
- 2014年デビュー4年にして初の火祭り参戦決定。
- 2016年5月よりTARUを舎弟としてタッグ「横山一家」を結成。自らは髪型をリーゼントにしてヤンキーとなり活動をしている。しかし、11月に横山一家による一騎討ちを行い横山が舎弟であるTARUにボンタン狩りをされ解散。現在もヤンキーとしてベテランの女子プロレスラーとのミックスドタッグマッチなどを中心に活動中。
- 2018年10月、VOODOO MURDERSに加入。

## 人物
- 練習生時代からZERO1-MAX所属選手のブログにたびたび登場している。
- VOODOO-MURDERSに加入しようと髪を赤色にしたが、VM側から断られた。

## 得意技
デスバレーボム
袈裟蹴りチョップ
パウダー攻撃
サイドマウンテン
風林火山タッグトーナメント2023にて披露した新技。

## タイトル歴
2AW
- 2AWタッグ王座（第10代/パートナーは、クリス・ヴァイス）

ZERO1
- 風林火山 優勝（2023年/パートナーは、田中将斗）

## 出演

### ウェブテレビ
- チャンスの時間（2019年1月16日[1]、AbemaTV）

### 映画
- 牙狼〈GARO〉 神ノ牙-KAMINOKIBA-（2018年、東北新社） - 人型ホラー 役